# 孔切市鎮

孔切市鎮在北马其顿的位置

孔切市鎮是北馬其頓共和國的一個市镇，行政中心为孔切村，属于东南统计区。總面積233.05平方公里，2002年人口3,536。
該市镇北臨什蒂普市镇，東鄰拉多維什市鎮和瓦西莱沃市镇，西接內戈蒂諾市鎮和代米尔卡皮亚市镇，南鄰斯特魯米察市鎮和瓦蘭多沃市鎮。

## 外部連結
- 官方网站